# Thecla pelops
Thecla pelops är en fjärilsart som beskrevs av Pieter Cramer 1782. Thecla pelops ingår i släktet Thecla och familjen juvelvingar. Inga underarter finns listade i Catalogue of Life.